# Partito dell'Unità Serba
Il Partito dell'Unità Serba (in serbo: Странка Српског Јединства; Stranka Srpskog Jedinstva - SSJ) è stato un partito politico serbo di orientamento  nazionalista di estrema destra fondato nel 1993; nel 2007 è confluito nel Partito Radicale Serbo, ma nel 2013 si è ricostituito come soggetto politico autonomo col nome di Consiglio dell'Unità Serba (Сабор српског јединства; Sabor srpskog jedinstva - SSJ).
Il suo programma comprendeva i seguenti obiettivi: realizzare l'unità del popolo serbo, mantenere l'integrità territoriale della Serbia, preservare la tradizione e la famiglia, difendere l'alfabeto cirillico.
La sede del partito si trovava a Jagodina.

## Storia
Il partito fu fondato da Željko Ražnatović, meglio conosciuto come "Arkan", venendo registrato ufficialmente il 21 ottobre 1993; dopo il suo assassinio, avvenuto il 15 gennaio 2000, la presidenza del partito passò a Borislav Pelević.
Alle elezioni parlamentari del 2000, il partito ottenne il 5,6% dei voti e 14 seggi, mentre alle successive elezioni parlamentari del 2003 partecipò alla coalizione Per l'Unità Nazionale, che conseguì l'1,8% dei voti senza ottenere alcun seggio all'Assembolea nazionale.
Il 23 dicembre 2007 il partito decise di confluire nel Partito Radicale Serbo di Vojislav Šešelj e Tomislav Nikolić: la fusione consentì a Borislav Pelević di essere eletto alle elezioni parlamentari del 2008.
Nel 2013 Pelević ricostituì il partito, che assunse la denominazione di Consiglio dell'Unità Serba.

## Risultati elettorali
| Elezione          | Voti    | % | Seggi    |
| ----------------- | ------- | - | -------- |
| Parlamentari 1993 | 41 362  |   | 0 / 250  |
| Parlamentari 2000 | 200 052 |   | 14 / 250 |
| Parlamentari 2003 | 68 537  |   | 0 / 250  |
| Parlamentari 2014 | 4 514   |   | 0 / 250  |